# Megapselaphus rufonotatus
Megapselaphus rufonotatus is een keversoort uit de familie zwamspartelkevers (Melandryidae). De wetenschappelijke naam van de soort werd in 1930 gepubliceerd door Maurice Pic.